# Arno Votteler

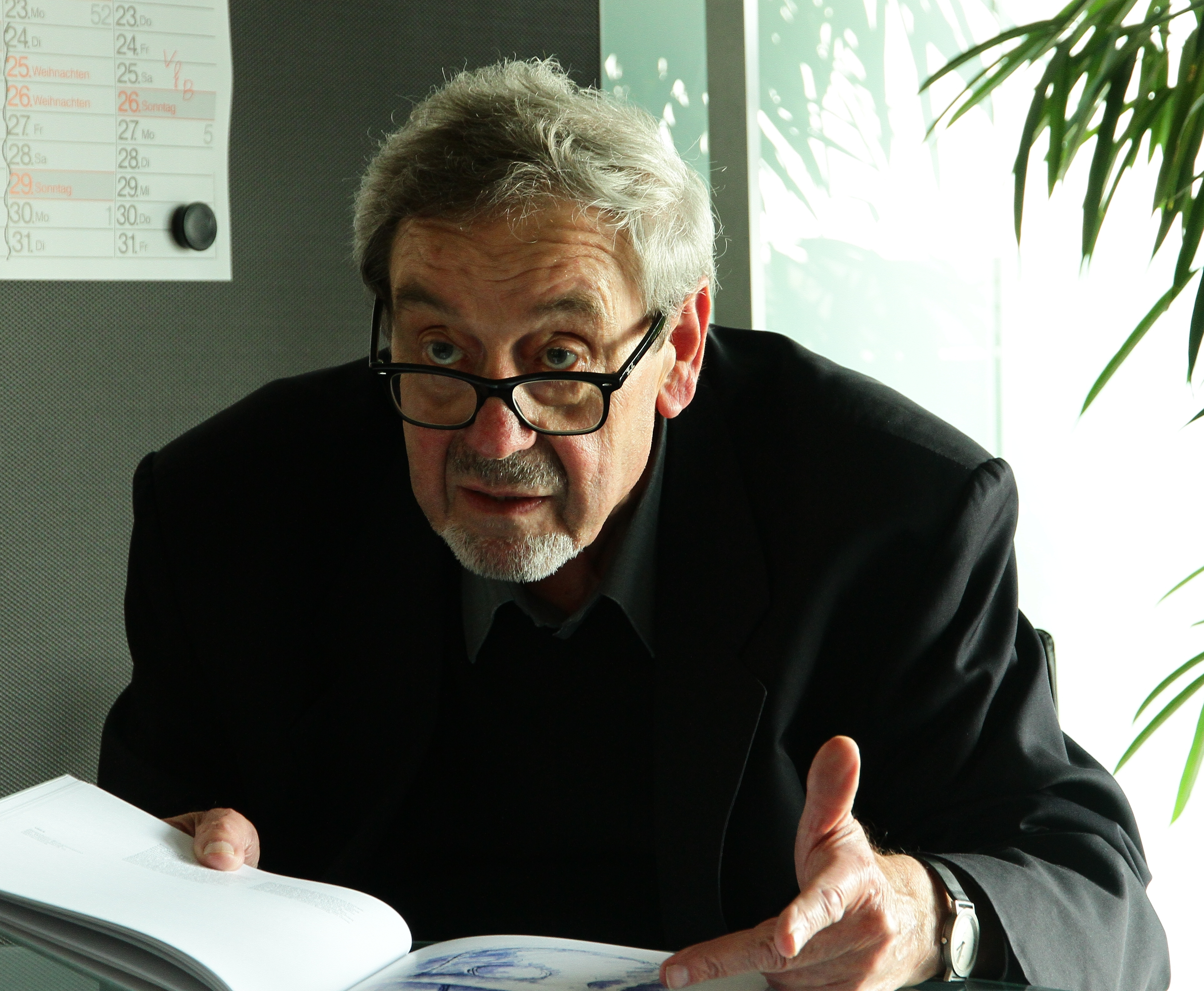
Arno Votteler, 2013

Arno Votteler (* 25. Mai 1929 in Freudenstadt; † 28. Februar 2020) war ein deutscher Industriedesigner und Innenarchitekt. Als Möbeldesigner entwickelte er zahlreiche Büro-, Sitz- und Objektmöbel, die meist als Serien- und Systemmöbel produziert wurden. Von 1976 bis 1994 wirkte er als Hochschullehrer an der Staatlichen Akademie der Bildenden Künste Stuttgart. Im Jahr 1980 gründete er das international anerkannte Institut für Innenarchitektur und Möbeldesign (heute Weissenhof-Institut). Er gehörte zu den Gründungsmitgliedern des 1959 ins Leben gerufenen Verbands Deutscher Industrie Designer (VDID).

## Leben und Werk
Arno (Christoph) Vottelers Eltern besaßen einen holzverarbeitenden Betrieb, in dem er „schon als Kind unter Schreinern und Drechslern in Berührung mit dem Werkstoff Holz [kommt] – mit seiner Sinnlichkeit, mit seiner Härte, mit seiner Wandelbarkeit, mit seinem Geruch“.

### Ausbildung
Nach Volksschule und Oberrealschule (1936–1948) besuchte Arno Votteler bis 1950 die Fachklasse Innenarchitektur an der Staatlichen Kunsthandwerkschule Bonndorf. Im Jahr 1950 trat er als Volontär in das Einrichtungshaus Dietler in Freiburg im Breisgau ein und legte 1951 die Facharbeiterprüfung ab. 1952 wurde er als Designer in der Sitzmöbelfabrik Walter Knoll in Herrenberg angestellt.
Durch Walter Knoll kam er mit dem Deutschen Werkbund in Kontakt und lernte seinen späteren Lehrer, den Bauhaus-Schüler Herbert Hirche kennen. Mit Hirche besuchte er die Darmstädter Gespräche, wo er auch Robert Gutmann kennenlernte, für den er von 1956 bis 1961 als freier Mitarbeiter arbeitete. 1953 nahm er mit Knoll zusammen an der Eröffnung der Ulmer Hochschule für Gestaltung teil.
Von 1954 bis 1956 studierte er an der Staatlichen Akademie der Bildenden Künste in Stuttgart Innenarchitektur und Möbeldesign bei Herbert Hirche und Herta-Maria Witzemann.

### Familie
Arno Votteler heiratete 1957 in Stuttgart die Innenarchitektin Dori Votteler geb. Rader (1931–1997). Aus der Ehe gingen zwei Kinder hervor:
- Matthias Votteler (* 1958). Er ist Designer wie sein Vater. Im Jahr 1996 begründeten Vater und Sohn zusammen das Büro Votteler+Votteler mit Sitz in Stuttgart und Hannover.

- Juliane Votteler (* 1960). Sie ist Schauspieldramaturgin und von 2007 bis Juli 2017 Intendantin des Theaters Augsburg.[4][5]

### Designtätigkeit
Im Jahr 1952 trat Arno Votteler in die Sitzmöbelfabrik Walter Knoll in Herrenberg ein. Bei Knoll hat er „Möbel gezeichnet, konstruiert, als Modellbauer gearbeitet und alles gemacht, was damit zusammenhing, richtige Fabrikarbeit“. Von 1956 bis 1961 arbeitete er in London und Stuttgart als freier Mitarbeiter im Büro von Robert Gutmann, der Partner des international tätigen Designerbüros Design Research Unit war.  Im Rahmen seiner Tätigkeit als freier Designer arbeitete er ab Mitte der 1950er Jahre mit den Firmen Albert Stoll Giroflex in Koblenz/Aargau in der Schweiz, Hans Mäder in Dornstetten, Planmöbel Eggersmann in Espelkamp, Gruco Küchen in Lauf bei Nürnberg, Martin Stoll in Waldshut-Tiengen, Bisterfeld+Weiss in Kirchheim unter Teck und Alex Linder in Frickenhausen zusammen. Heute arbeitet das Büro Votteler+Votteler von Arno Votteler und seinem Sohn Matthias Votteler vorwiegend für die Hersteller Gumpo Büromöbel in Dingolfing und Interstuhl Büromöbel in Meßstetten-Tieringen.

#### Walter Knoll (1952–1956)
1952 trat Arno Votteler in die Sitzmöbelfabrik Walter Knoll in Herrenberg ein. Während der bis 1956 dauernden Zusammenarbeit wurden fünf von Arno Votteleres Entwürfen in die Serienproduktion übernommen, darunter der leichte Polstersessel 333 M und eine Sitzbank, „die dem neuen Lebensgefühl des Nachkriegsdeutschland entsprechen sollten“. Der Schalenstuhl 350 mit federnder Sperrholzschale wurde ein großer Erfolg und in vielen Ländern zum Patent angemeldet.
|                           |                                  |                       |
| Polstersessel 333 M, 1952 | Sperrholz-Schalenstuhl 350, 1953 | Ruhesessel 368, 1956} |

#### Albert Stoll Giroflex (1956–1966)
Robert Gutmann vermittelte Arno Votteler an den Schweizer Möbelfabrikanten Albert Stoll, für den er von 1956 bis 1966 die Produktentwicklung der Giroflex-Serie betreute. Votteler optimierte die Fertigung der bisherigen Bürodrehstühle aus Massivbuche, indem er die Holzverbindungen durch dünne Stahlrohrteile ersetzte. Basierend auf dem Bürosessel mit Sitz- und Rückenkissen (siehe Abbildung), entstand eine Kollektion mit vier neuen Polsterserien, „die als Sensation gefeiert und entsprechend gut verkauft wurden“.
|                                  |                                             |
| Bürostuhlserie Holson, 1956–1960 | Bürosessel mit Sitz- und Rückenkissen, 1961 |

#### Hans Mäder (1959–1975)
Von 1959 bis 1975 arbeitete Arno Votteler mit der Möbelfabrik Hans Mäder in Dornstetten zusammen. Er entwarf für Mäder das beliebig ausbaubare Schrank- und Trennwandsystem M 90 Premon mit dünnen Füllungen, die von Aluminiumprofilen gehalten wurden. Außerdem entstand ein Kastenmöbelprogramm mit speziellen Drehbeschlägen und Griffen und ein zerlegbares, robustes Kindermöbelprogramm mit farbigen Sitz- und Tischplatten.

#### Planmöbel Eggersmann (1962–1978)
Von 1962 bis 1978 arbeitete Arno Votteler für Planmöbel Eggersmann in Espelkamp als Hausdesigner. Mit dem Büromöbelsystem Studie 60 präsentierte Votteler einen minimalistisch reduzierten Schreibtisch mit grazil wirkenden und doch stabilen Füßen. 1968 entwickelte er das Büromöbelprogramm Design 90, ein raumbildendes System mit Rückwänden und verkettbaren Arbeitsplätzen, das zur Ausstattung von Arbeitsräumen in Klein- und Mittelbetrieben vorgesehen war. Im Hinblick auf die aktuelle ergonomische Forschung und neue Vorschriften und Normen für Bildschirmarbeitsplätze entwarf Votteler 1978 die Schreibtischserie Concept.
|                                                                                    |
| Schreibtisch Studie 60 (1962) und Schreibtisch Concept (1978) Planmöbel Eggersmann |

#### Gruco Küchen (1974–1977)
Für die Firma Gruco Küchen in Lauf bei Nürnberg entwickelte Arno Votteler von 1974 bis 1977 das Küchensystem Funktiona, das sich durch Maßreduktion der Bauteile auszeichnete und zum ersten Mal in der Serienherstellung die bisher ungenutzte „rote Zone“ zwischen Arbeitsplatte und Hängeschränken als Funktionsrückwand zur Aufnahme der häufig benutzten Arbeitsgeräte umfunktionierte.

#### Martin Stoll (1977–1986)
Im Jahr 1977 begann die Zusammenarbeit mit dem Büromöbelhersteller Martin Stoll in Waldshut-Tiengen. Votteler war bis 1986 für die gesamte Modellentwicklung verantwortlich. Er entwickelte die Bürostuhlserien S, C, D und H. Für die Serie S entwickelte er eine neuartige Sitz-Neigemechanik, die „aktive Beckenstütze“. Der Bürostuhl D wurde in einen kombinierten Sitz- und Steharbeitsplatz integriert, ein gesundheitsfreundlicher Gegenentwurf zu reinen Sitzarbeitsplätzen.
|                        |                        |                        |                              |
| Bürostuhlserie S, 1977 | Bürostuhlserie C, 1982 | Bürostuhlserie H, 1983 | Sitz-/Steharbeitsplatz, 1984 |

#### Bisterfeld+Weiss (1974–1995)
Im Jahr 1974 gründeten die beiden Vertriebsleute Jürgen Bisterfeld und Jürgen Weiss ein Unternehmen zum Vertrieb hochwertiger Objektmöbel aus Holz. Kernstück der ersten Kollektion wurde der Stapelstuhl S 01 mit einer geschlitzten Rückenlehne, der noch heute als Klassiker gilt. Später entstanden der Stapelstuhl Arno mit federnder Sperrholzschale und ein zusammenschiebbares mobiles Home-Office.
|                        |                                     |                   |
| Stapelstuhl S 01, 1985 | Schichtholz-Schalenstuhl Arno, 1990 | Home-Office, 1995 |

#### Alex Linder (1987–1992)
In Zusammenarbeit mit dem Bankeinrichter Alex Linder in Frickenhausen entwickelte Arno Votteler von 1987 bis 1992 die Organisationsmöbelserie Tricon mit einem modernen Kundenservicearbeitsplatz, der an die Stelle der bisherigen Bankschalter im „Front office“ treten sollte. Füße und Tischplatten wurden durch als Gebrauchsmuster angemeldete Knoten verbunden, die mit Aussparungen für Kabelkanäle versehen waren.
|                                                                            |  |
| Organisationsmöbelserie Tricon: Kundenservicearbeitsplatz und Knoten, 1988 |  |

#### Gumpo-Idea (seit 1997)
Mitte der 1990er Jahre begann die Zusammenarbeit mit dem Büromöbelhersteller Gumpo-Idea. Aus ihr gingen einige wegweisende Büroeinrichtungsprogramme hervor:
- 1997: das Schreibtischsystem conto
- 2000: das Schranksystem archiva
- 2000: das Raum-in-Raum-System „Raum 21“ mit neuartiger Steck- und Knotenverbindung.
- 2006: das Schreibtischsystem pinatec mit patentierter Klappmechanik

#### Interstuhl (seit 2002)
In den Jahren 2002 bis 2005 entwickelte das Büro Votteler+Votteler den Drehstuhl Sputnik für die Büromöbelfirma Interstuhl, ein kostengünstiger Arbeitsstuhl aus Kunststoff mit vielfältigen Verstellmöglichkeiten und in die Sitzschale integrierter Mechanik.
| |  |  |
| Schreibtischsystem conto von Gumpo-Idea, elektrisch höhenverstellbarer Sitz-/Steharbeitsplatz, 1996 Raum-in-Raum-System „Raum 21“ von Gumpo-Idea, 2000 Drehstuhl Sputnik von Interstuhl, 2005 |  |  |

Die Zusammenarbeit mit Gumpo-Idea und Interstuhl hält bis heute an (2015).

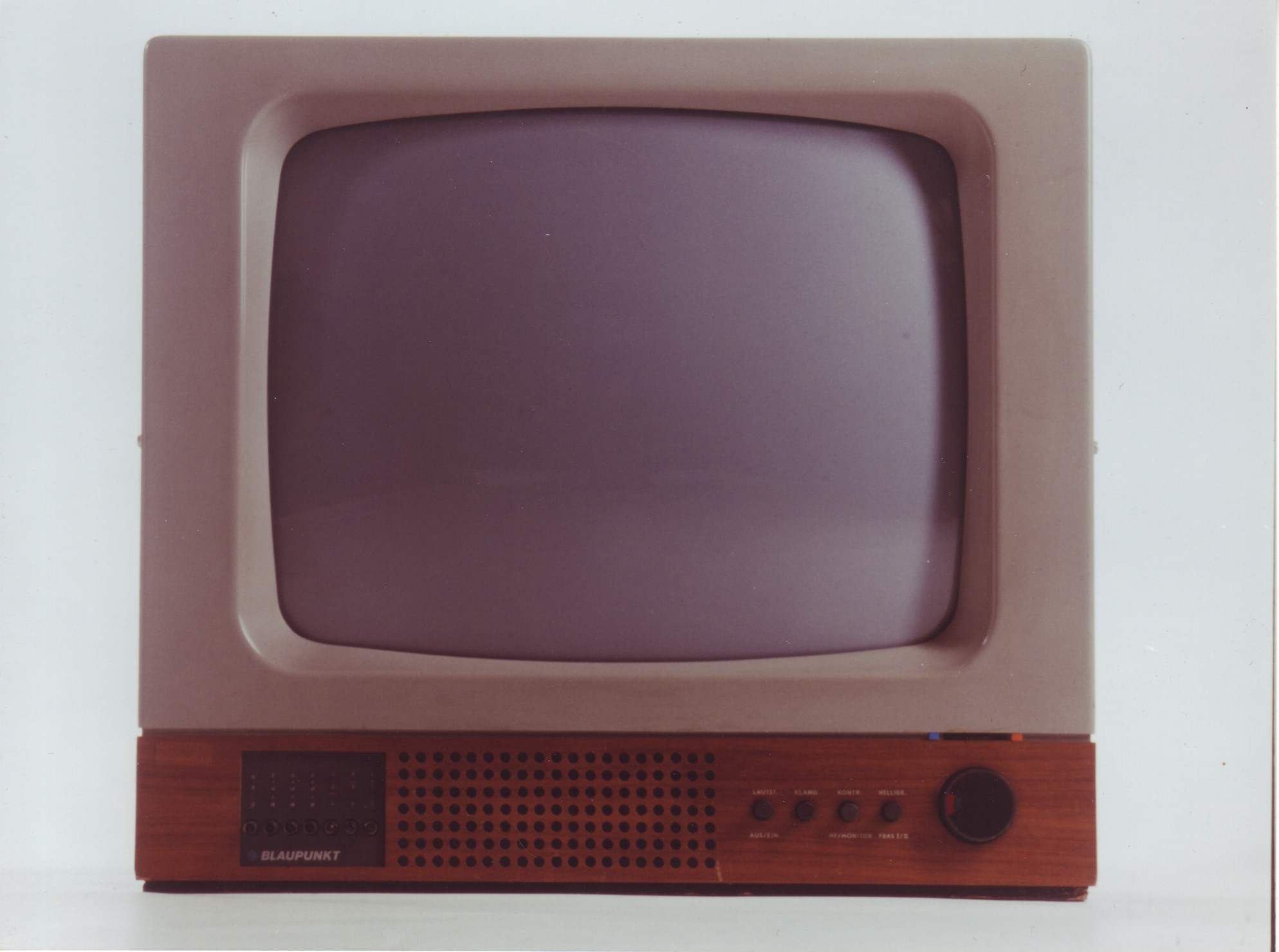
Erster deutscher Farbfernseher, Blaupunkt, 1969

### Auftragsforschung und Beratung
Neben seiner Lehr- und Designtätigkeit übernahm Arno Votteler auch Forschungs- und Beratungsaufträge für namhafte Firmen:

#### Bosch-Blaupunkt  (1966–1975)
Von 1966 bis 1975 beriet Arno Votteler die Firma Bosch-Blaupunkt in Hildesheim in Designfragen. Sein Büro entwarf unter anderem das Design des ersten deutschen Farbfernsehers (1969) und einen Raumteiler mit integriertem Fernseher (1970).
| Blohm+Voss (1966–1968) |
| Im Rahmen der Entwicklung einer Schiffskabine für die Hamburger Schiffswerft Blohm + Voss entstand von 1966 bis 1968 das patentierte Ausbausystem M 1000. Das raumschließende, schraubenlos montierbare System, das baukastenartig zusammengesetzt werden konnte, ersetzte die bisherige handwerkliche Einzelfertigung. Das System wurde ab 1967 erstmals in den Schiffen der Baureihe Typ Pioneer und 1970 in dem damals weltgrößten Containerschiff Sydney Express eingesetzt. In dem Wikipedia-Artikel über den Typ Pioneer wird in dem Abschnitt Geschichte eine Kurzdarstellung des Ausbausystems M 1000 wiedergegeben: „Weniger auffällig [als das Gleichteilesystem], aber weitaus fortschrittlicher war das von der Werft in Zusammenarbeit mit Arno Votteler von der Staatlichen Hochschule für Bildende Künste in Braunschweig neuentwickelte "Einrichtungssystem M 1000" mit genormten Komponenten für den Innenausbau des Deckshauses. Dieses machte es möglich, die Teile für den Innenausbau an Land vorzufertigen und anschließend als anschlußfertige Bausteine in ein modulares Stahlskelettsystem einzufügen.“ |

| BASF (1969–1971) |
| In den Jahren 1969 bis 1971 übernahm Arno Votteler den Forschungsauftrag „Wohnen 80“ für die BASF in Ludwigshafen. Dazu gehörten Design und Realisierung von Einrichtungsmodellen aus multimobilen Elementen, die den wechselnden Ansprüchen und Bedürfnissen der Bewohner angepasst werden konnten, sowie die Erarbeitung wissenschaftlicher Grundlagen über das zukünftige Wohnverhalten durch ein interdisziplinäres Team von Wissenschaftlern. |

#### BASF (1969–1971)

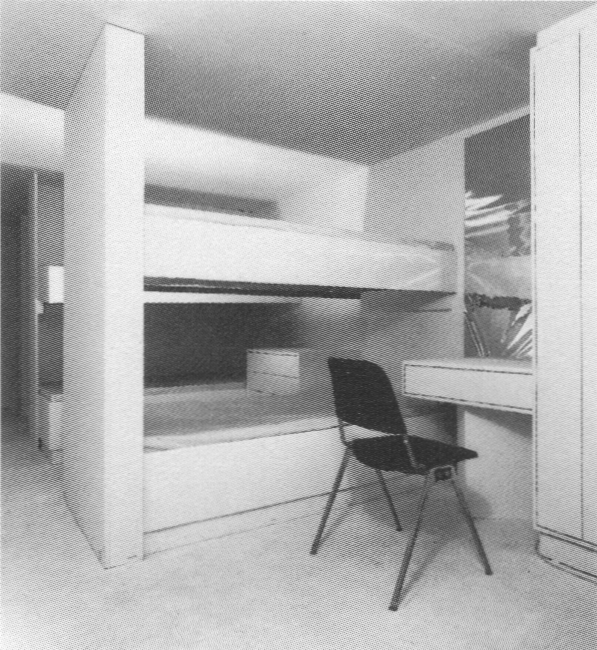
Musterkabine für das Kreuzfahrtschiff Europa von Hapag-Lloyd, 1980

#### Hapag-Lloyd (1980)
Im Jahr 1980 übernahm Arno Votteler die Beratung und Koordination für den Innenausbau des Kreuzfahrtschiffs Europa für Hapag-Lloyd. Dazu gehörten Untersuchungen der Schiffssilhouette und die Planung von Kabinencontainern.

### Lehrtätigkeit

#### Braunschweig
Arno Votteler wurde 1961 als Leiter der Abteilung Innenarchitektur und Möbeldesign an die Werkkunstschule Braunschweig berufen. Im Jahr 1963, nach der Erhebung der Werkkunstschule zur Staatlichen Hochschule für Bildende Künste (SHFBK, heute Hochschule für Bildende Künste Braunschweig), wurde er zum Professor für Industriedesign / Entwurf ernannt.

#### Stuttgart
Ab Wintersemester 1975/76 übernahm Arno Votteler als Nachfolger seines Lehrers Herbert Hirche den Lehrstuhl für Innenausbau und Möbeldesign an der Staatlichen Akademie der Bildenden Künste in Stuttgart, den er bis zu seiner Emeritierung 1994 innehatte.
Schon bald nach seiner Berufung arbeitete er auf die Errichtung eines Instituts für Innenarchitektur und Möbeldesign an der Akademie hin und wurde, nachdem das Ministerium für Wissenschaft und Kunst Baden-Württemberg die von der Hochschule erarbeitete Verwaltungs- und Benutzungsordnung am 15. April 1980 gebilligt hatte, nach Anhörung der weiteren Institutsmitglieder satzungsgemäß von Rektor Wolfgang Kermer zum Leiter bestellt, eine Funktion, die er bis zum Ende seiner Dienstzeit ausübte. Als „eine künstlerische und zugleich wissenschaftliche Hochschuleinrichtung“, die nach den damaligen Satzungsgegebenheiten „sowohl künstlerischen Entwicklungsvorhaben als auch der Forschung und Lehre auf den Gebieten der Innenarchitektur, des Möbeldesign und der Produktgestaltung“ dienen sollte und an der „nicht nur die Kunsthochschule, sondern auch die Wirtschaftsverwaltung, die Industrie und das Handwerk reges Interesse“ hatten, erfuhr das Institut für Innenarchitektur und Möbeldesign, aus dem sich das heutige Weissenhof-Institut entwickelte, unter Votteler internationale Geltung.

#### Ausland
Während seiner Lehrtätigkeit in Braunschweig und Stuttgart und auch nach seiner Emeritierung 1994 pflegte Arno Votteler als Gastprofessor und Berater intensive Kontakte zu ausländischen Universitäten:
- 1963–1970: Brasilien, Rio de Janeiro, Escola Superior de Desenho Industrial da Universidade do Estado do Rio de Janeiro.
- 1969: USA, Columbus (Ohio), Ohio State University, Design Department.
- 1970: Indien, Ahmedabad, National Institute of Design.
- 1985–2005, Taiwan, Tsao-Tuen (Nan-Tou), Taiwan Provincial Handicraft Research Institute.
- 1985–2005, Taiwan, Taipeh, National Taipei University of Technology, Department of Industrial Design.
- 1986: China, Peking, Academy of Arts & Design.

## Ausstellungen

### Einzelausstellungen
- 1994: Nicht nur Stühle, Staatliche Akademie der Bildenden Künste Stuttgart, Museum für Kunst und Gewerbe Hamburg.
- 2008: „sitzen machen“ in der Reihe „Ein()sichten“, Design Center Stuttgart.

### Gruppenausstellungen
- 1967: Wanderausstellung des Rats für Formgebung, unter anderem in Warschau, Krakau, Sofia.
- 1981: Ausstellung „Innenarchitektur und Design“ im „Treffpunkt Baden-Württemberg“, 5. bis 21. Juni 1981, im Rahmen der Landeskunsthochschulwochen 1981 Baden-Baden  (mit der Präsentation der ersten Forschungsarbeit des Design-Instituts zum Thema „Kurzzeitwohnen“).[29]
- 1986: Ausstellung des Design Center Stuttgart in Moskau.
- 1987: „Möbel aus Baden-Württemberg“ in USA, unter anderem in Philadelphia und Chicago.
- 1992: Erbstücke, Ausstellung im Landespavillon Baden-Württemberg, Stuttgart, Maison du Livre de l’Image et du Son, Villeurbanne-Lyon, Accademia delle Arti del Disegno, Firenze.
- 2001: Design made in Germany, Gemeinschafts-Ausstellung im Kunsthaus Rhenania in Köln.
- 2011: sitzen / stehen / liegen. Möbelbau und Innenarchitektur an der Kunstakademie Stuttgart von 1946 bis 1997. Schneck, Wiehl,[30] Hirche, Witzemann, Votteler, Haussmann,[31] Städtische Galerie Böblingen.[32]

## Museen
In das Designmuseum Die Neue Sammlung München wurde 2015 eine Auswahl von Möbelobjekten aus dem Schaffen von Arno Votteler aufgenommen:
- 1953 Schalensessel 350 (Walter Knoll)
- 1956 Hochlehner 368 (Walter Knoll)
- 1960 Massivholzstuhl Serie Holson (Stoll Giroflex)
- 1970 Drehstuhl Serie Holson, gepolstert, Fuß 5-armig (Stoll Giroflex)
- 1980 Bürostuhl Serie H (Martin Stoll)
- 1990 Objektstuhl in Schichtholz Modell Arno (Bisterfeld+Weiss)

sowie
- 1968 Multimobiler Arbeitsplatz aus dem BASF-Forschungsprojekt

## Mitgliedschaften
- Deutscher Werkbund, seit 1959.[34]
- Verband Deutscher Industrie Designer (VDID), Gründungsmitglied seit 1959.
- Freie Akademie der Künste Rhein-Neckar.
- Mitglied der Stifterversammlung im Rat für Formgebung.

### Verband Deutscher Industrie Designer
In den 1950er Jahren beherrschten der Deutsche Werkbund, der Rat für Formgebung und die Ulmer Hochschule für Gestaltung die institutionelle „Designszene“. Die berufsständische Interessenvertretung der Designer gehörte nicht zum Aufgabenbereich dieser Institutionen. Über diese Situation diskutierten 1958 auf der Brüsseler Weltausstellung Expo 58 die späteren VDID-Gründungsmitglieder, darunter Arno Votteler, und Mitglieder des Werkbunds Baden-Württemberg. Sie beschlossen, diesem Mangel durch die Gründung eines Berufsverbands abzuhelfen.
Im Jahr 1959 gründeten Arno Votteler, Günter Kupetz, Hans Theo Baumann (* 1924), Karl Dittert, Peter Raacke, Rainer Schütze (1925–1989), Hans Erich Slany und Herbert Hirche in Stuttgart den Verband Deutscher Industrie Designer (VDID). Sieben der Gründungsmitglieder waren junge Designer. Die „arrivierten älteren Herren“ des Designs wollten sich nicht beteiligen, außer Herbert Hirche, „Bauhäusler und neben Wilhelm Wagenfeld und Hans Gugelot einer der drei »Großen« in der Geschichte des deutschen Nachkriegsdesigns“, der dem Verband sozusagen als „Geburtshelfer“ diente.
Im gleichen Jahr wurde der VDID in den internationalen Designerverband International Council of Societies of Industrial Design (ICSID) aufgenommen, nachdem Arno Votteler bei dem ersten Kongress des ICSID in Stockholm im Auftrag seines Verbands den Aufnahmeantrag gestellt hatte.

## Ehrungen (Auswahl)
- 1983: Bundespreis Gute Form des Rats für Formgebung für die Bürostuhlserie S von Martin Stoll in Tiengen.
- 1987: Designpreis red dot design award (früher „Roter Punkt“) für das Stuhlmodell S 90 von Bisterfeld+Weiss.[39]
- 1998: „Focus“, Internationaler Designpreis Baden-Württemberg des Design Center Baden-Württemberg für die Holzstuhlserie, Tische und Bänke von Bisterfeld+Weiss.
- iF Industrie Forum Design, Hannover (zahlreiche Auszeichnungen).

## Veröffentlichungen
- Wolf Kimm; Siegfried Maser; Arno Votteler: Ausbausysteme im industrialisierten Bauen.[40] Braunschweig 1980–1981.
- Adolf Gustav Schneck (Illustration); Arno Votteler (Herausgeber); Herbert Eilmann (Bearbeiter): Adolf G. Schneck 1883 - 1971. Leben, Lehre, Möbel, Architektur. Versuch der Dokumentation des Werkes zum 100. Geburtstag des Innenarchitekten. Eine Ausstellung in der Staatlichen Akademie der bildenden Künste Stuttgart vom 7. 6. bis 15. 7. 1983. Stuttgart: Institut für Innenarchitektur und Möbeldesign, 1983.
- Arno Votteler: Multimobiles Wohnen 1980. Bewohner, Wohnungen, Möbel. Dokumentation über eine Auftragsarbeit des Büros Prof. Arno Votteler, Produktentwicklung, Gestaltung, Braunschweig, für BASF Badische Anilin- und Sodafabrik, Ludwigshafen. Stuttgart: Karl Krämer Verlag, 1971.
- Arno Votteler: Design-Praxis, Manuskript. Stuttgart 1974.
- Arno Votteler: Untersuchungsauftrag „Kurz-Zeit-Wohnen“, Band 1. Stuttgart: Institut für Innenarchitektur und Möbeldesign, 1979.
- Arno Votteler; Wolfram Elwert: Untersuchungsbericht und drei Übersichtspläne über den Stand der Möbelprüfmethoden und Testverfahren. Stuttgart: Institut für Innenarchitektur und Möbeldesign, 1981.
- Arno Votteler: Untersuchungsauftrag „Kurz-Zeit-Wohnen“, Band 2. Stuttgart: Institut für Innenarchitektur und Möbeldesign, 1982.
- Arno Votteler: Gastprofessur an der Akademie für Kunst und Design Peking, China: 1. Juli bis 21. Juli 1986. Stuttgart: Staatliche Akademie der Bildenden Künste, 1986.
- Arno Votteler; Herbert Eilmann: Wege zum modernen Möbel. 100 Jahre Designgeschichte. Stuttgart: Institut für Innenarchitektur und Möbeldesign, 1989.
- Arno Votteler; Herbert Eilmann: 125 Jahre Knoll. 4 Generationen Sitzmöbel-Design. Stuttgart: Karl Krämer Verlag, 1990. – Über Arno Votteler: Seite 106, 106 (Abb. 4), 107 (Abb. 5, 7), 109 (Abb. 5), 124 (Abb. 2–3), 194–197.
- Arno Votteler (Herausgeber); Herbert Eilmann (Herausgeber): Innenarchitektur und Möbeldesign. Institut am Weißenhof. Experimentelle Forschung, Weißenhofseminare, Designgeschichte, Ausstellungen, 1980 – 1990. Stuttgart: Oktogon-Verlag, 1991. * Arno Votteler; Shyang-Hua Lu (Herausgeber): Workshop 1991/1992 : Seminar für Möbeldesign. Taiwan Provincial Handicraft Researchs Institute. Deutsch / Chinesisch. Nan-tou (Taiwan) 1991.
- Arno Votteler (Herausgeber); Ulrike Förschler (Redaktion); Sabine Schneider (Redaktion): Innenarchitektur und Möbeldesign. Klasse Professor Votteler. Studienarbeiten, Entwurfsaufgaben, Diplomarbeiten 1987-1990. Stuttgart: Oktogon-Verlag, [1991].
- Arno Votteler (Herausgeber): Ideen für eine neue Bürowelt. Katalog zur Ausstellung der Wettbewerbsergebnisse „Lebensraum Büro“ auf der Orgatec in Köln, 22.10. - 27.10.1992. Stuttgart: Oktagon-Verlag, 1992.
- Arno Votteler (Projektleitung); Axel Müller-Schöll (Konzeption): Innenarchitektur und Möbeldesign. Designorientierung. Schnittstellen, Transfers, Fallstudien, „Lesemöbel-Trilogie“. Stuttgart: Oktagon-Verlag, 1993.
- Arno Votteler: Nicht nur Stühle! Stuttgart: Oktogon, 1994.
- Arno Votteler: Meine Stühle. Zum siebzigsten Geburtstag von Arno Votteler. Stuttgart 1999.
- Arno Votteler: Meine Designgeschichte. In: Winfried Scheuer (Herausgeber); William Firebrace (Illustration): Lesebuch für Designer. Zweiundzwanzig Design-Erkundungen. Stuttgart: Hohenheim-Verlag 2000, S. 30–33.
- Arno Votteler: Meine Designgeschichte, Manuskript. Stuttgart 2000.
- Arno Votteler; Matthias Votteler; Frue Cheng; W. Otto Geberzahn: Wege zu erfolgreichem Design / Chenggong sheji zhi lu / The way to successful design. Deutsch / Chinesisch / Englisch. Taipeh: Asia Pacific Press, 2005.

### Leben und Werk
- Paul Betts: The Authority of Everyday Objects. A Cultural History of West German Industrial Design. Berkeley, Calif. 2007, S. 208 books.google.de.
- Bernhard E. Bürdek: Design history, theory and practice of product design. Basel 2005, S. 93 books.google.de.
- Nils Büttner (Herausgeber); Angela Zieger (Herausgeberin): 250 Jahre Akademie der Bildenden Künste Stuttgart: Rücksichten; ein Lesebuch. Stuttgart 2011, S. 396, 290, 347–348, 366, 367.
- Mel Byars: The design encyclopedia. London 2004, S. 784.
- Tina Eberhardt: Designgeschichte aus Christophstal. In: Schwarzwälder Bote vom 8. September 2015,  online:.
- Thomas Edelmann (Textredaktion): Wie viel Design verträgt das Klima? Erfahrungen und Erwartungen einer Pioniergeneration. Starnberger Gespräche. Hannover 2008.
- Hans Höger: Gestalten heißt: In Bewegung setzen. Zum Schaffen von Arno Votteler. In: #Votteler 1994, S. 15–18.
- Wolfgang Kermer: Zusammenfassender Bericht des Rektors für die Zeit vom 1. September 1976 bis 30. Juni 1980 vor dem Senat der Staatlichen Akademie der Bildenden Künste Stuttgart am 8. Juli 1980. Stuttgart: Staatliche Akademie der Bildenden Künste Stuttgart, 1980, S. 43.
- Wolfgang Kermer: Die Professoren der Fachgruppen Grafik-Design, Innenarchitektur und Design: Ade, Brudi, Bruse, Franz, Heinle, Henning, Jacki, Kröplien, Lehmann, Mohl, Stadelmaier, Stemshorn, Votteler, Weidemann, Witzemann, Wollner. Landeskunsthochschulwochen Baden-Baden, 5. bis 21. Juni 1981. Stuttgart: Staatliche Akademie der Bildenden Künste Stuttgart, 1981, S. 63–67.
- Andrej Kupetz (Herausgeber): Günter Kupetz: Industrial Design. Basel 2006, S. 93, 94, 99, 165, 169, 170, 198–201, 215, 220, 235 books.google.de.
- Christian Marquart: Industriekultur – Industriedesign. Ein Stück deutscher Wirtschafts- und Designgeschichte. Die Gründer des Verbandes Deutscher Industrie-Designer. Berlin [ca. 1993], S. 42–45, 260–289.
- Bernd Polster: Votteler & Votteler. In: Möbeldesign Deutschland. Die Klassiker. Köln 2005, S. 234–235 (Bürostuhl Sputnik), 376–377.
- Votteler & Votteler. In: Bernd Polster: formguide, nur online formguide.de, formguide.de, formguide.de.
- Bernd Rau (Redaktion): Die Staatliche Akademie der Bildenden Künste Stuttgart: eine Selbstdarstellung. Stuttgart 1988, S. 200–205.
- René Spitz: HfG Ulm. The View Behind the Foreground. The Political History of the Ulm school of design 1953 – 1968. Stuttgart 2002, S. 424 books.google.de.
- Claudia Bei der Wieden: 50 Jahre HBK Braunschweig. Geschichte einer Kunsthochschule und ihrer Vorgängereinrichtungen. Braunschweig 2013, S. 502.
- René Zey: Votteler, Arno. In: Thomas Heider; Markus Stegmann; René Zey: Lexikon Internationales Design. Reinbek bei Hamburg 1994, S. 354–355, online: Designlexikon International.

### Werk
- Wie Zuhause - Möbelkollektion für Altenheime und Reha-Bereiche. Design: Arno Votteler. In: Architektur, Innenarchitektur, technischer Ausbau 104.1996, 11, S. 96.
- Neuheiten. Orgatec Nachbericht. In: Architektur, Innenarchitektur, technischer Ausbau 104.1996, Heft 12, S. 96–112, Arno Votteler: Seite 98 (Conto, Gumpo), 102 (Single Office, Bisterfeld+Weiss).
- Elke Beilfuß: Kunststoff – Material der Stunde?! Möbeldesign und Wohngestaltung mit Kunststoffen um 1968. München 2007, S. 9, 58, 62, 63, 98.
- Michael Erlhoff (Herausgeber): Deutsches Design 1950–1990. Designed in Germany. München 1990, S. 170 (Nr. 478: Drehstuhl S 1), 177 (Nr. 502: Wohneinheit ’80).
- Nadia Hamdan: Ein Fall für Zwei. In: FACTS - Test- und Wirtschaftsmagazin Juli 2010, S. 132–133 vottelerdesign.de.
- Komplette Stuhlfamilie. Des[igner] Arno Votteler, Fab[rikant] Bisterfeld+Weiss. In: Md: interior, design, architecture 39.1993, Heft 9, S. 104–107.
- Formholzstühle in Variationen. In: Md: interior, design, architecture 40.1994, Heft 11, S. 89–97, S. 90 und 92 (Modell S 01, Bisterfeld+Weiss), 94 (Bürostuhl, Martin Stoll), 96 (Modell S 70, Bisterfeld+Weiss).
- Arno Votteler: Bürokiste. Arbeiten. Des[igner] Arno Votteler. In: Md: interior, design, architecture 43.1997, Heft 2, S. 30, 31–33 (Single Office, Bisterfeld+Weiss).
- Vielseitig einzusetzen: 2. Das Pult. Des[igner] Arno Votteler. In: Md: interior, design, architecture 43.1997, Heft 11, S. 38 (Diatec, Alex Linder).
- Verbindung schafft Optionen. Des[igner] Arno und Matthias Votteler. In: Md: interior, design, architecture 44.1998, Heft 2, S. 41–44 (Conto, Gumpo).
- Arno Votteler; Matthias Votteler: Offene Eingrenzung. Des[igner] Arno und Matthias Votteler. In: Md: interior, design, architecture 44.1998, Heft 11, S. 46–47 (Raum 21, Gumpo).
- Elfie Miklautz; Herbert Lachmayer; Reinhard Eisendle (Herausgeber): Die Küche. Zur Geschichte eines architektonischen, sozialen und imaginativen Raums. Wien 1999, S. 40–41 books.google.de.
- (Pzwei): Längle Hagspiel bringt neue Stuhlvarianten seiner Votteler-Modelle heraus: Neue Stuhlfamilie ab sofort erhältlich, online:.
- Wohnen zwischen Schaumstoffdünen. In: Der Spiegel Nr. 4 vom 17. Januar 1972, S. 98–101 (Wohnen ’80).
- (üe): Robert Gutmann und Arno Votteler Fahrbarer Arbeitsstuhl. Entwurf 1960. In: Bauen + Wohnen: internationale Zeitschrift für die Gestaltung und Technik von Bau, Raum und Gerät, Jahrgang 16, 1961, Heft 7, S. 260.
- Jürgen Weiss: B+W, Bisterfeld+Weiss Collection. Objektmöbel Serie 90. Kirchheim unter Teck [ca. 1986].

### Ausstellungen
- W. Otto Geberzahn; Vottelerdesign: sitzen machen. Mehr als ein halbes Jahrhundert Design für den Arbeitsplatz im Büro. Zur Ausstellung „sitzen machen“ in der Reihe „Ein()sichten“ Design Center Stuttgart vom 15. Oktober bis 8. November 2008, [Stuttgart 2008].[41]
- Stefan Reinke: Design made in Germany. Eine Gemeinschafts-Ausstellung im Kunsthaus Rhenania in Köln 2001, Köln 2001, S. 56.
- Frank R. Werner; Hans Höger: Erbstücke. Katalog zur Ausstellung im Landespavillon Baden-Württemberg, Stuttgart, 22.02. - 15.03.1992, Maison du Livre de l’Image et du Son, Villeurbanne-Lyon, 27.03. - 15.04.1992, Accademia delle Arti del Disegno, Firenze, 25.04. - 24.05.1992. Ein Ausstellungsprojekt des Institut für Innenarchitektur und Möbeldesign der Staatlichen Akademie der Bildenden Künste Stuttgart, München 1992.

### Verband Deutscher Industrie Designer
- Catharina Berents: Kleine Geschichte des Design. Von Gottfried Semper bis Philippe Starck, München 2011, S. 13.
- Paul Betts: The Authority of Everyday Objects. A Cultural History of West German Industrial Design, Berkeley, Calif. 2007, S. 205–211 books.google.de.
- Christian Marquart: Industriekultur – Industriedesign. Ein Stück deutscher Wirtschafts- und Designgeschichte. Die Gründer des Verbandes Deutscher Industrie-Designer, Berlin [ca. 1993].
- Christopher Oestereich:  „Gute Form“ im Wiederaufbau. Zur Geschichte der Produktgestaltung in Westdeutschland nach 1945, Berlin 2000, S. 213–215.

### Archive
- Braunschweig, Archiv der Hochschule für Bildende Kunst, Signatur: B Nr. 577.
- Hannover, Hauptstaatsarchiv Hannover, Signatur: Nds 401 Acc 92-85 Nummer 489.
- Stuttgart, Landesarchiv Baden-Württemberg.
  - Signatur: Q 1/53, Persönliches Archiv Hannes Rettich, Korrespondenz 1984–1989.
  - Signatur: R 4/003 S924016/303, Fernsehsendung von Südwest 3, 3. März 1992, Erbstücke, Möbel von heute zum Vererben für die Generation von morgen. Stuttgarter Ausstellung „Möbel für die Ewigkeit“.
  - Signatur: R 4/005 S944011/111, Fernsehsendung von Südwest 3, 24. März 1994, Ausstellung Stuhl-Design, Ausstellungs-Eröffnung „40 Jahre Möbeldesign“ mit Prof. Arno Votteler, Möbeldesigner und Innenarchitekt, Stuttgart.